# The Hampsterdance Song
"The Hampsterdance Song" er en sang af Hampton the Hampster. Den blev udgivet i juli 2000 som single. Den blev produceret af The Boomtang Boys, der brugte en sample i en hurtigere udgave af Roger Millers sang "Whistle Stop", som blev brugt i Disneyfilmen Robin Hood fra 1973. Voiceover-kunstneren Erin Andres tilføjede yderligere rap-tekst, selvom hun ikke blev krediteret, selv ikke i efterfølgende optrædener sammen med Hampton the Hamster. I 2005 udnævnte CNET Hampster Dance den største Web-dille.
Sangen er et af de tidligste eksempler på et internetfænomen. I den oprindelige inkarnation optrådte memet første gang på en hjemmeside i 1998. Den canadiske kunststuderende Deidre LaCarte havde skabt den til en Geocities-side, og den bestod af en animeret GIF af hamstere og andre gnavere der dansede i en hurtig sample af sangen "Whistle Stop" af Roger Miller.
I Australien blev "The Hampster Dance Song" udgivet i 2001, hvor den nåde nummer 5 på ARIA singles chart. Sangen havde også stor succes på Radio Disney, hvor den blev stationens mest spillede sang nogensinde, og senere blev inkluderet på opsamlingsalbummet Radio Disney Ultimate Jams.

## Hitlister
| Hitliste (2000–2001)                            | Højeste placering |
| ----------------------------------------------- | ----------------- |
| Canada (Canadian Singles Chart)                 | 1                 |
| Canada Top Singles (RPM)                        | 32                |
| US Billboard Hot Dance Music/Maxi Singles Sales | 4                 |